# Foco, Força e Fé
Foco, Força e Fé é o primeiro álbum de estúdio do rapper e compositor brasileiro Projota, lançado em novembro de 2014 pela Universal Music, primeiro lançamento assinado por uma gravadora. O álbum possui 15 faixas, e possui participações de Marcelo D2, Negra Li, Dado Villa-Lobos, J Balvin e Marlos Vinícius da banda Onze:20.

## Faixas
| CD  |                                                                     |         |  |
| N.º | Título                                                              | Duração |  |
| 1.  | "Foco, Força e Fé"                                                  | 3:44    |  |
| 2.  | "Enquanto Você Dormia"                                              | 2:40    |  |
| 3.  | "O Homem Que Não Tinha Nada" (com Negra Li)                         | 3:13    |  |
| 4.  | "O Vento"                                                           | 2:56    |  |
| 5.  | "Foi Bom Demais"                                                    | 3:27    |  |
| 6.  | "Elas Gostam Assim" (com Marcelo D2)                                | 2:52    |  |
| 7.  | "Hey Irmão"                                                         | 3:18    |  |
| 8.  | "Tranquila" (com J Balvin)                                          | 3:21    |  |
| 9.  | "O Astronauta"                                                      | 3:35    |  |
| 10. | "Um Dia a Mais"                                                     | 3:30    |  |
| 11. | "A Rezadeira"                                                       | 4:23    |  |
| 12. | "Tanto Faz"                                                         | 2:36    |  |
| 13. | "Mulher" (com Marlos Vinícius)                                      | 3:28    |  |
| 14. | "Vozes na Sala de Estar"                                            | 4:19    |  |
| 15. | "Carta aos Meus / Incidental: Tempo Perdido" (com Dado Villa-Lobos) | 4:32    |  |
| 16. | "Cobertor" (canção de Anitta)                                       | 2:42    |  |